# The Michael Schenker Story Live
The Michael Schenker Story Live es el tercer álbum en vivo de la banda inglesa de hard rock y heavy metal Michael Schenker Group, publicado en 1997 por SPV/Steamhammer Records. La grabación se llevó a cabo durante la gira promocional del disco Written in the Sand el 19 de marzo del mismo año en el recinto Nakano Sun Plaza de Tokio, Japón.
Como el título lo dice es un verdadero viaje por la historia de Michael Schenker desde su debut en Scorpions, su paso por UFO, el supergrupo Contraband y sus bandas Michael Schenker Group y McAuley Schenker Group. En 1999 fue publicado en formato VHS y seis años más tarde se lanzó en DVD bajo el título de Live in Tokyo 1997, que incluyó además un metraje de la gira Unforgiven World Tour del 2000.

## Lista de canciones
Entre paréntesis figura el grupo musical a cual pertenece la canción

### Disco uno
| N.º | Título                                            | Duración |  |
| 1.  | «In Search of the Peace of Mind» (Scorpions)      | 4:18     |  |
| 2.  | «Doctor Doctor» (UFO)                             | 4:59     |  |
| 3.  | «Let It Roll» (UFO)                               | 4:22     |  |
| 4.  | «Natural Thing» (UFO)                             | 3:34     |  |
| 5.  | «Lights Out» (UFO)                                | 5:17     |  |
| 6.  | «Only You Can Rock Me» (UFO)                      | 4:07     |  |
| 7.  | «Another Piece of Meat» (Scorpions)               | 3:52     |  |
| 8.  | «Into the Arena» (Michael Schenker Group)         | 7:04     |  |
| 9.  | «Are you Ready to Rock?» (Michael Schenker Group) | 4:12     |  |
| 10. | «Assault Attack» (Michael Schenker Group)         | 4:18     |  |
| 11. | «Captain Nemo» (Michael Schenker Group)           | 3:12     |  |
| 12. | «No Time for Losers» (McAuley Schenker Group)     | 3:31     |  |
| 13. | «Save Yourself» (McAuley Schenker Group)          | 7:02     |  |
| 14. | «All the Way from Memphis» (Contraband)           | 4:22     |  |
| 15. | «Pushed to the Limit» (UFO)                       | 3:54     |  |
| 16. | «Written in the Sand» (Michael Schenker Group)    | 4:03     |  |

### Disco dos
| N.º | Título                                              | Duración |  |
| 1.  | «Back to Life» (Michael Schenker Group)             | 6:26     |  |
| 2.  | «Love Never Dies» (Michael Schenker Group)          | 5:12     |  |
| 3.  | «Essence» (Michael Schenker Group)                  | 6:21     |  |
| 4.  | «Never Ending Nightmare» (McAuley Schenker Group)   | 4:49     |  |
| 5.  | «Bijou Pleasurette» (Michael Schenker Group)        | 2:45     |  |
| 6.  | «Positive Forward» (Michael Schenker Group)         | 5:41     |  |
| 7.  | «Lost Horizons» (Michael Schenker Group)            | 3:55     |  |
| 8.  | «Too Hot to Handle» (UFO)                           | 5:41     |  |
| 9.  | «Attack of the Mad Axeman» (Michael Schenker Group) | 5:41     |  |
| 10. | «Love to Love» (UFO)                                | 8:02     |  |
| 11. | «On and On» (Michael Schenker Group)                | 5:29     |  |
| 12. | «Armed and Ready» (Michael Schenker Group)          | 5:12     |  |
| 13. | «Feels Like a Good Thing» (Michael Schenker Group)  | 3:48     |  |
| 14. | «Rock Bottom» (UFO)                                 |          |  |

## Personal
- Michael Schenker: guitarra líder
- Leif Sundin: voz
- Barry Sparks: bajo
- Shane Gaalaas: batería
- David Van Landing: percusión y coros
- Seth Berstein: teclados y coros